# Henry Cavendish
Henry Cavendish (ur. 10 października 1731 w Nicei, zm. 24 lutego 1810 w Londynie) – brytyjski chemik i fizyk, członek Towarzystwa Królewskiego w Londynie (ang. Royal Society). Laureat Medalu Copleya (1766).

## Życiorys
Studiował w kolegium Peterhouse na Uniwersytecie Cambridge, lecz opuścił uczelnię przed uzyskaniem dyplomu. Pochodził z arystokratycznej rodziny i odziedziczył znaczną fortunę, która umożliwiła mu prowadzenie badań. Założył własne laboratorium w Londynie. Większość jego prac nie została opublikowana za jego życia.
Osiągnięcia:
- wydzielenie wodoru
- wydzielenie dwutlenku węgla
- oznaczenie składu powietrza
- oznaczenie składu wody
- oznaczenie składu kwasu azotowego

Prowadził liczne prace z dziedziny elektryczności np. odkrył przed Coulombem i Ohmem prawo Coulomba i prawo Ohma, jednak swoich prac nie publikował i z tego względu pozostały przez wiele lat nieznane. Pierwszy w miarę dokładnie obliczył masę Ziemi. Użył do tego celu udoskonalonej przez siebie wagi skręceń, której twórcą był John Michell.
W roku 1871  z jego pieniędzy ufundowano placówkę badawczą jego imienia – the Cavendish Laboratory na uniwersytecie Cambridge.

## Życie prywatne
Henry Cavendish był synem lady Anne Grey, czwartej córki Henry'ego Greya, księcia Kentu, oraz lorda Charlesa Cavendisha, trzeciego syna Williama Canvendisha, księcia Devonshire. Historia rodziny powiązana była z wieloma rodami arystokratycznymi Wielkiej Brytanii i sięgała czasów normańskich. Matka zmarła w roku 1733, trzy miesiące po narodzinach drugiego syna, Fredericka, a przed drugimi urodzinami Henry'ego. Lord Charles Cavendish musiał sam zająć się wychowaniem synów.
W roku 1742 Henry uczęszczał do prywatnej szkoły  Hackney Academy pod Londynem. W wieku 18 lat, 24 listopada 1748 wstąpił na Uniwersytet Cambridge, gdzie studiował na St Peter's College, obecnie znanym jako Peterhouse. Trzy lata później, 23 lutego 1751 roku, ukończył naukę bez uzyskania dyplomu, co było powszechne w owym czasie. Zamieszkał z ojcem w Londynie, gdzie wkrótce założył swoje własne laboratorium.
Jego ojciec, Lord Charles Cavendish prowadził aktywne życie polityczne, a także był członkiem Royal Society. W 1758 r. wprowadził syna na spotkania Royal Society, a także na obiady w Royal Society Club. W roku 1760 Henry został członkiem obu instytucji.
Henry Cavendish był chorobliwie nieśmiały. W życiu prywatnym był postrzegany jako typ samotnika i lekkiego dziwaka: nie miał przyjaciół, a szczególną awersją darzył kobiety. Nawet służba kobieca w jego domu musiała przemykać się chyłkiem i nie miała prawa pokazywać się przed jego obliczem. Wszelkie dyspozycje dla służby zostawiał codziennie w holu. Oliver Sacks twierdzi, że Henry Cavendish był osobą z zespołem Aspergera.  Ewentualnie mógł cierpieć na antropofobię.
Nie miał innych zainteresowań poza naukowymi, całe dnie spędzał w swoim laboratorium dokonując badań fizycznych i chemicznych. Nie był też złakniony sławy. Ponieważ prowadził życie bardzo odosobnione i skryte, nie publikował swoich prac i nie dzielił się swoimi odkryciami nawet z innymi członkami Royal Society. Stąd wiele jego odkryć, zwłaszcza z elektrostatyki, było odkrytych ponownie przez innych uczonych i im przypisane.

## Dziedzictwo
Aby upamiętnić osiągnięcia naukowe i wkład Henry Cavendish w rozwój nauki, oraz dzięki funduszom Williama Cavendisha, 7. księcia Devonshire, James Clerk Maxwell, osobiście nadzorował budowę oraz w roku 1874 oficjalnie otworzył  Laboratorium Cavendisha i został jego pierwszym profesorem. Obecnie w Laboratorium Cavendisha mieści się wydział fizyki Uniwersytetu Cambridge.